# 莱桑格勒 (上比利牛斯省)
莱桑格勒（法語：Les Angles，法語發音：[le.z‿ɑ̃ɡl] ⓘ）是法国上比利牛斯省的一个市镇，位于该省西部，属于阿热莱斯加佐斯特区。

## 地理
莱桑格勒（43°4'58"N, 0°0'25"E）面积3.1 平方千米，位于法国奧克西塔尼大區上比利牛斯省，该省份为法国西南部内陆省份，北至热尔省，西接大西洋比利牛斯省，南与西班牙接壤，东临上加龙省。
与莱桑格勒接壤的市镇（或旧市镇、城区）包括：莱济尼昂、热埃昂格莱、雅雷、塞尔-朗索、阿尔西扎克-埃藏格勒、阿尔罗代特埃昂格莱、阿尔蒂格。

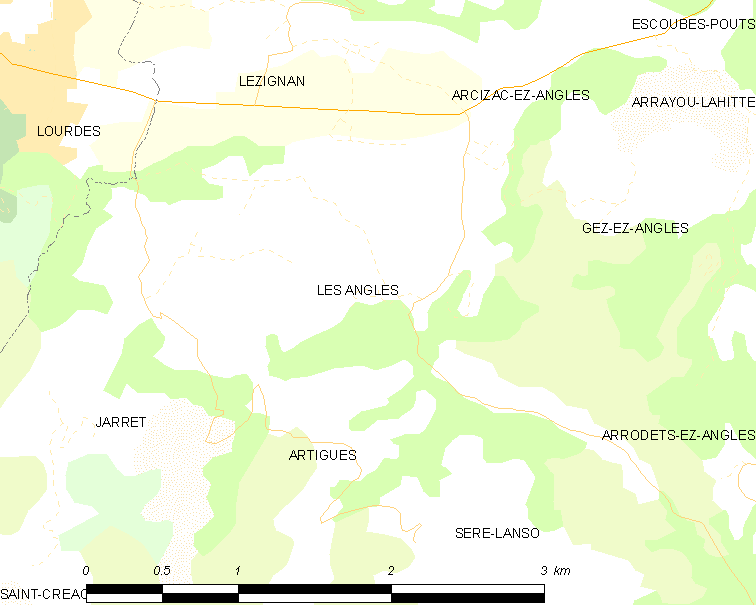
的OSM定位图

莱桑格勒的时区为UTC+01:00、UTC+02:00（夏令时）。

## 行政
莱桑格勒的邮政编码为65100，INSEE市镇编码为65011。

## 政治
莱桑格勒所属的省级选区为卢尔德第二县。

## 人口

1962-2008年间人口变化图示

莱桑格勒于2022年1月1日时的人口数量为131人。